# Dorothea Frigo
Dorothea Frigo (* 20. Februar 1949 in Burk, Landkreis Ansbach; † 9. März 2024) war eine deutsche Bildhauerin.

## Leben
Frigo absolvierte von 1977 bis 1983 ein Studium der Bildhauerei an der Akademie der Bildenden Künste München. 1994  erhielt sie dort ein Stipendium, 1995 eines am Goethe-Institut in Hyderabad und 1997 ein weiteres an der Prinzregent-Luitpold-Stiftung in München. Von 2001 bis 2002 war sie Artist in Residence am Goethe-Institut in Jakarta. Frigo lebte in München.

## Werk

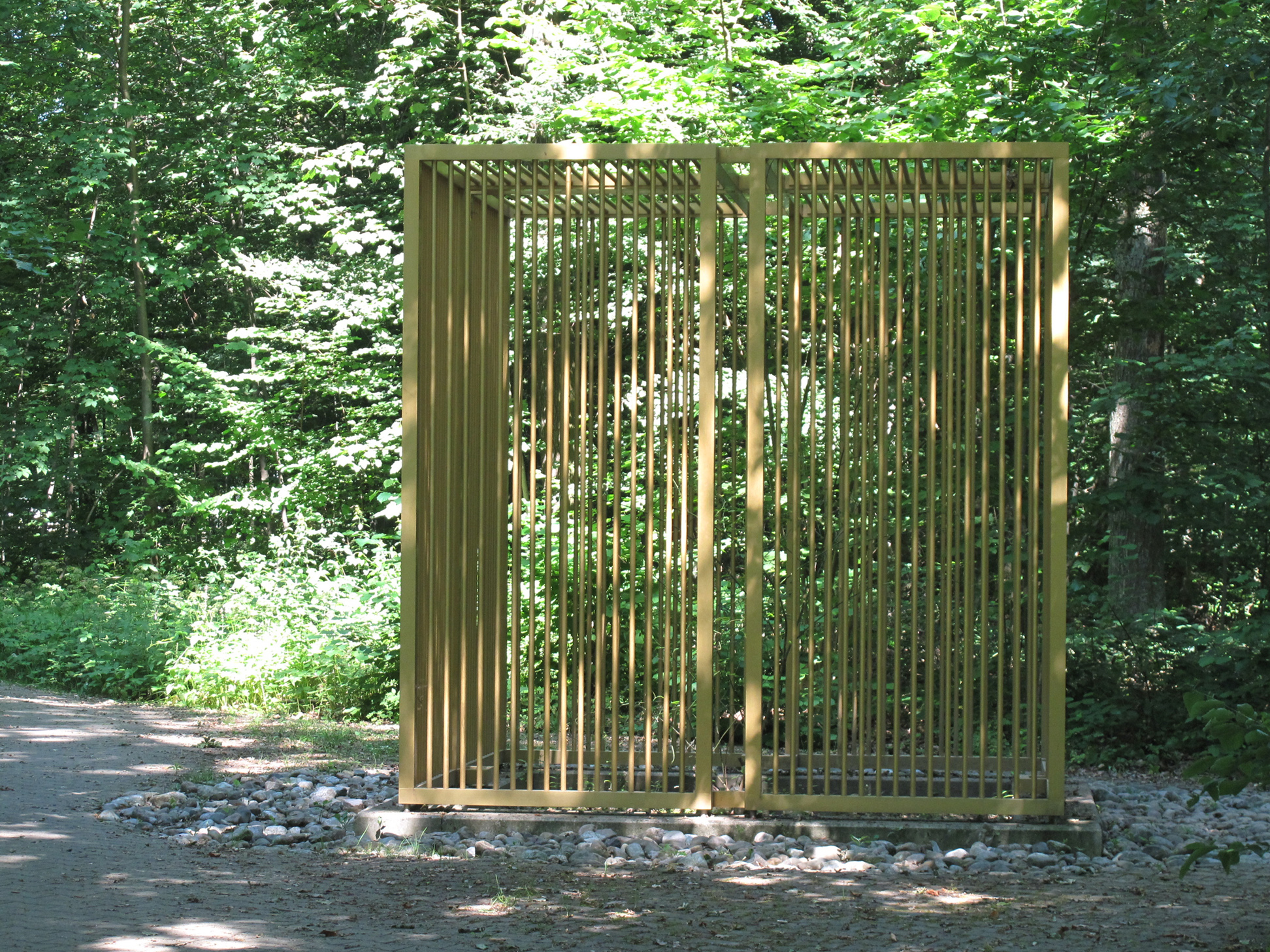
Goldener Käfig von 1990 auf dem Kunstpfad der Universität Ulm

Ihr Werk umfasst Installationskunst, Objektkunst sowie Kunst am Bau und im öffentlichen Raum. Werke Frigos waren an zahlreichen bedeutenden Ausstellungsorten zu sehen, darunter 1989 am Kunsthistorischen Institut der Universität Bonn, 1996 in der Staatsgemäldesammlung in München und 2002 in der Großen Kunstausstellung im Haus der Kunst (München). Einige ihrer Werke befinden sich in öffentlichen Sammlungen, darunter in der Bayerischen Staatsgemäldesammlung und in der Sammlung des Forschungs- und Kompetenzzentrums der SKW Trostberg und Degussa. Zu ihren Werken im öffentlichen Raum zählen der Goldene Käfig von 1990 auf dem Kunstpfad der Universität Ulm und die Installation Lichtgewicht von 2008 im Kloster Fürstenfeld. 2012 wurde in der Hanauer Johanniskirche die aus 22 transparenten Würfeln bestehende Installation Tor der Erinnerung gezeigt.

## Auszeichnungen
- 2010: Seerosenpreis der Stadt München
- 2018: GEDOK Kunstpreis Dr.-Theobald-Simon-Preis[3]